# Get Wild
Get Wild – wydany 26 lipca 2005 roku singel amerykańskiej grupy hip-hopowej Ruff Ryders. Promuje on album The Redemption Vol. 4.
"Get Wild" to jedyny utwór z The Redemption Vol. 4, na którym występuje DMX (wejściówka i pierwsza zwrotka). Poza nim, można usłyszeć również Jadakissa (druga zwrotka), Kartoona (trzecia zwrotka) i Flashy'ego (refren). Podład został skomponowany przez Scotta Storcha.
- Wersja acapella jest ocenzurowana
- Tekst swej zwrotki DMX wykorzystał wcześniej na jednym z freestyle'i w RapCity

## Lista utworów
1. "Get Wild" (Clean)
2. "Get Wild" (Street)
3. "Get Wild" (Acapella)